# Krónikáink és a magyar őstörténet

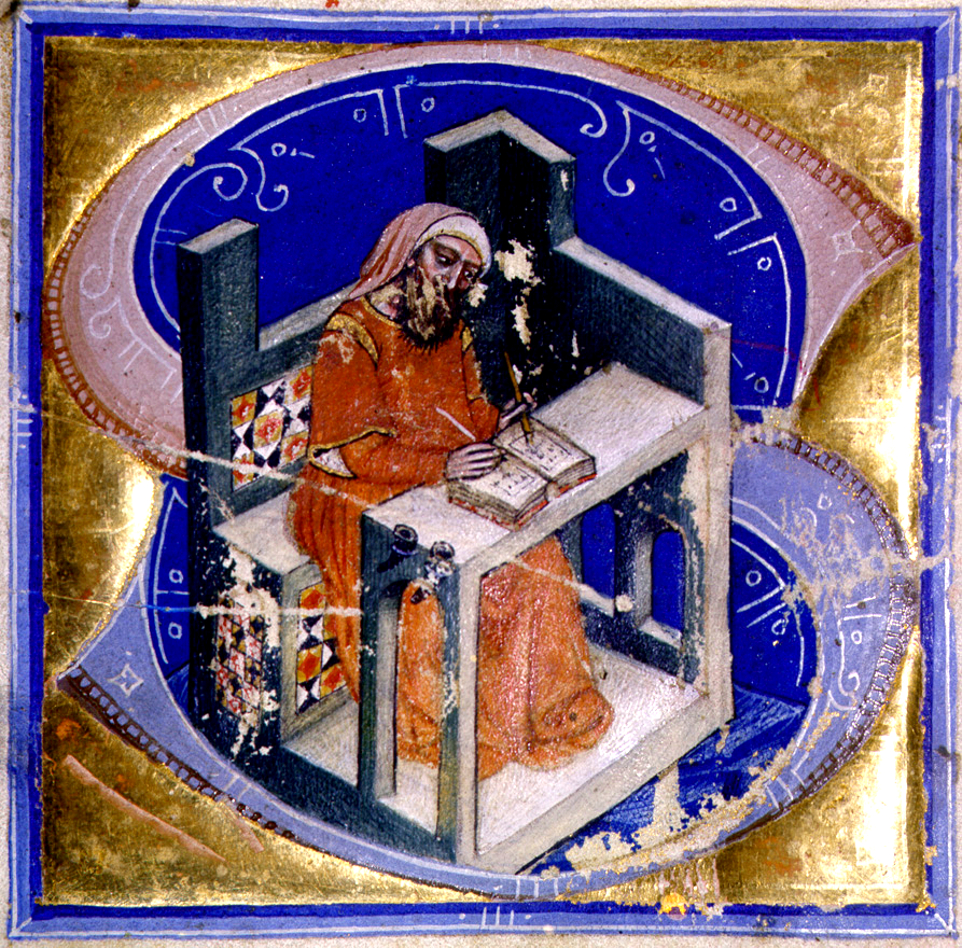
A Képes krónika miniatúrája

Györffy György Krónikáink és a magyar őstörténet című műve főleg a hun–magyar rokonság elméletének kialakulásával foglalkozik.

## A könyvről
Az 1993-ban megjelent mű két fő részre osztható: az első gyakorlatilag az 1948-as kiadás anyaga (Krónikáink és a magyar őstörténet), a második része 1993-ban készült kiegészítés, és a Régi kérdések – új válaszok címet viseli. Az első rész 4 fő fejezetből áll: I. Eredetmonda; II. Őshazahagyomány; III. Vezérnévsor; IV. Hun származáselmélet.

## Bevezető - problémák az egyes források kapcsán
Őstörténetünkben igen fontos szerepet tölt be a magyar krónikairodalom, azonban krónikáink a magyarság kezdeti időszakáról szóló részeket illetően nem a legmegbízhatóbb források. Ennek oka főként a krónikáink keletkezési körülményeiben keresendő.	
A 11. században a korábbi idők történéseit szájhagyományok, történeti mondák nyomán jegyezték föl, ezek forrásértéke így igencsak vitatható. Ehhez járul még az elbeszélő szubjektív beállítottsága, valamint az elbeszéléskor alkalmazott költői elemek, ezek által a múlt eseményei változást szenvednek, a történeti monda ténybeli magva elhalványulhat. A történeti mondákon az Árpád-kori feljegyzők is gyakran változtattak rövidítéssel, betoldással, illetve összeolvasztással. Első történeti forrásunk, a 11. századi Gesta Hungarorum elveszett, az azt forrásul használó krónikák pedig csak töredékesen őrizték meg az eredeti szöveget. 

## Árpád-kori történeteket elbeszélő források
A legfontosabb Árpád-kori történeteket elbeszélő források: Anonymus Gesta Hungaroruma, Kézai Simon Gestája és a magyar krónikák. Anonymus művét 1196 és 1203 között írta, Kézai pedig 1282 és 1285 között. Míg Anonymus műve csak a magyar honfoglalással és a fejedelmek korának történetével foglalkozik, addig Kézai Gestája és a krónikák két részre oszlanak: az egyik a hun történet, amely elbeszéli a hunok eredetét, az „első” hun-magyar honfoglalást és Attila históriáját; a másik rész a magyar történet, amely a magyarok „második” Árpád-kori honfoglalását írja le. Magyar krónikák alatt a Kézaihoz viszonyítva bővebb szövegű, de egymástól csak kis mértékben eltérő krónikavariánsokat értjük.
Hun-magyar krónikának nevezzük a 13. századi krónikaszerkesztés szerzője által írt hun történetet, mely a magyar történet bevezetéseként szolgál. Ezt a művet Kézai és az összes krónikavariánsok híven átvették. A hun-magyar krónika legfontosabb forrása a Gesta Hungarorum volt. 	
A régi Gesta magyar kezdeteket tárgyaló részét két író használta föl leginkább művében: a hun-magyar krónika szerzője és Anonymus. Az uralkodó felfogás szerint a két szöveg ugyanarra a forrásra mutat, de a hun-magyar krónika szerzője nem ismerte Anonymus művét.

### I.	Eredetmonda
Az Árpád-kori krónikáink a magyarok és az Árpád-ház eredetének elbeszélését részben népmondák, részben tudós eredetű irodalmi értesülésekre alapozzák. Anonymus Gestájában és a hun-magyar krónikában a mondai és irodalmi elem teljesen összeolvadva jelenik meg. Irodalmi eredetűnek tekinthetjük a magyarság és az Árpádok bibliai, szkíta és hun eredeztetését; ezeket leválasztva krónikáinkban található két szövegrész, mely nem vezethető vissza nyugati forrásra. Ez az alábbi motívumokat tartalmazza: 1. ősök; 2. szarvasüldözés; 3. nőrablás; 4. Álmos születése. 
A magyarság történetére vonatkozó legkorábbi hiteles mondaelemeket a hun történet őrizte meg a nőrablás mondában. Kézai és a 14-15. századi krónikák között különbség mutatkozik a személynevek és a szövegterjedelem tekintetében. Kézai Gestája a hun-magyar krónika közvetlen kivonata, míg a XIV-XV. századi krónikák ugyanennek az alapszövegnek a háromszori, négyszeri átírásai. Ebből következően a Kézai által említett személyneveket kell eredetibben tekintenünk. A szöveg terjedelmét tekintve viszont a XIV-XV. századi krónikák bővebbek, a szövegtöbbletet tekinthetnénk beszúrásnak is, de sokkal valószínűbb, hogy az eredeti szövegben is megvoltak ezek a részek, csak Kézai hagyta ki művéből. 	
A nőrablás monda személynevei Anonymusnál is más formában jelennek meg: ő összevonta az Enech, Dula és Belar neveket, így lett belőlük Eunedubelianus. Az összevonás fő oka, hogy a nőrablás mondája Anonymus erkölcsi felfogásával ütközött, a Szent István és Kálmán által is tiltott nőrablás nem illett bele Anonymus keresztény-nemzeti felfogásába. A neveken való változtatás szolgálta a többnejűség egynejűséggé tételét is és a több anyai ős helyett egy anyai őst szerepeltet. 	
Anonymus és a krónikák közös forrásában a magyarok őseként Menrot (Nimród) szerepelt. Hunor és Magor Menrotnak Enechtől nemzett két fia. A testvérpár gondolata ellentétben áll a hun történet írójának felfogásával. A hun történet írója Hunortól származtatja a hun-magyarokat, Magortól pedig senkit. Ő ugyanis úgy gondolta, hogy a hunok és a magyarok tökéletesen azonosak és csak Bendegúz utódaiban különültek el, de Csaba visszajövetelével újra egyesültek. Valószínűnek tartható, hogy a két testvér már a régi Gestában is szerepelt.
Különböző keleti példák alapján elmondható, hogy a testvérpárős nevében mindig ugyanannak a népnek két neve, vagy két egymással kapcsolatban állott nép neve rejlik. Egyértelmű, hogy a Hunor és Magor nevek közül az utóbbi a magyarokat jelöli, azonban Hunor nevének azonosítása már nem ilyen egyszerű. Valószínűleg az onogur népnévre vezethető vissza, hiszen a magyarok hosszú időn keresztül az onogurok közelében éltek, kapcsolatuk szoros voltára utal az a tény is, hogy az európai népek kivétel nélkül az onogurok nevét használták és használják is mindmáig a magyar nép megnevezésére. A szókezdő hu- jelentkezése igen gyakori ebben a korban, tehát az onogur népnév *onōr, *unōr alakjának Hunor alakban való feljegyzése szabályosnak tekinthető.	
A magyar mondakutatás egyik legtöbbet vitatott kérdése a szarvasüldözés-monda származása. Forrásának kérdésében a kutatók két táborra oszlanak: van, aki ősi magyar mondának tartja és van, aki a hun történet írója által írott nyugati forrásokból merített részletnek. A csodaszarvas monda megtalálható Anonymus művében és a 11. századi Gestában is. Igen nagy valószínűséggel a csodaszarvas monda a testvérpárős nőrablás mondamotívummal együtt a 11. századi magyar eredetmondára vezethető vissza. 		
Az Álmos monda: Álmos fogantatásának elbeszélése totemisztikus mondára vezethető vissza, az Árpád-ház héja őstől származtatta magát. Az álomban történt teherbeejtés valószínűleg másodlagos fejlemény. Ez olyan esetben jöhet létre, ha az állatőstől való származtatás emberőstől való származtatással párosul és a mondaalkotó a kettőt összekapcsolja. Anonymus valószínűsíthetően a mondát már a másodlagos fejlődési fokán kapta, erre utal az ősapa és az ősanya nevének jelentése is, melyek mondai hitelűnek látszanak. Ügek ősapa neve Pais Dezső szerint a régi igy, ügy, egy ’szent’ szónak –k kicsinyítő képzővel ellátott alakja. Emesü neve a régi magyar eme ’anya’ szónak –s kicsinyítő képzős származéka. Anonymus a mondát feltehetően szájhagyomány alapján jegyezte le, ő azonban a mondának egy átkeresztényesített változatát írja meg, mely merőben ellentétes a régi Gesta népies megfogalmazásával. Ebből az ellentétből következik, hogy az Álmos monda ismert megfogalmazásában nem származhat a régi Gestából. A monda ilyen mértékű keresztény szemlélettel való leírása arra utal, hogy az ismert monda Anonymus műve, valamint erre utal az Eunedubelianus név is. A hun-magyar krónika is forrásul használta föl Anonymus művét.

### II.	Őshazahagyomány
A középkor történetírói minden ismeretlen eredetű népet, amely a népvándorlás során északon és keleten feltűnt és lakóhelyét változtatta, szkíta eredetűnek tekintették. A magyarokat Regino prümi apát azonosította a szkítákkal, ez krónikáink eredet- és őshazaleírásának alapjává vált. Anonymus és a hun történet is a szkítáktól származtatja a magyar népet. A szöveget a krónikák tisztábban közlik, Anonymus sokat alakított rajta, ezért a szöveg rekonstruálásakor elsősorban a krónikaszövegből kell kiindulnunk. 			
A magyar őstörténeti irodalomban elterjedt nézet, hogy a Magna vagy Maior Hungaria alatt a magyarok lakóhelyét kell érteni. Ungaria maior szerepelt a régi Gestában is. A Gesta szerint a hely, ahonnan a magyarok kiköltöztek, a belárok, alánok és kozárok szomszédságában terült el, összevetve más adatokkal kétségtelenné válik, hogy a régi nemzeti hagyomány Nagy-Magyarországa a Maeotis mellékén, a kazárok, belárok és alánok szomszédságában terült el. 						
Anonymus Gestájában az őshazával kapcsolatosan feltűnik egy másik név is, a Dentumoger. Három jelentésben használja ezt a nevet: 1. a magyarok ősei; 2. a magyarok őshazája; 3. az Anonymus idejében keleten lakó magyarok. Györffy szerint a Dentumoger eredetibb jelentése ’1200 körül keleten lakó magyar’, átvitt jelentése: ’ősmagyar’ és ’őshaza’. Anonymus a dentümogyerek alatt a Volgai Bolgárország mellett lakó baskírföldi magyarokat értette. Anonymus kétféleképpen szerezhetett tudomást a Dentumoger névről: vagy a volgai bolgárok elbeszélése nyomán, vagy pedig magyar szájhagyomány útján. 				
III. Honoriusz pápa szerette volna felkutatni és megtéríteni a keleten lakó magyarokat, ezért az 1230-as évek elején négy Domonkos-rendi szerzetes indult el a keleti magyarok keresésére, azonban az útjuk nem járt sikerrel, ezért 1235-ben Béla herceg költségén ismét négy szerzetes indult útnak: Julianus barát és társai. A régi Gesta és Anonymus egymásnak ellentmondó helyet nevez meg a magyarok keleti lakhelyeként. Julianus mégis úgy döntött, hogy a régi Gestát veszik figyelembe, de miután eltévedtek, az Anonymus által megjelölt hely felé vették irányukat és megérkeztek az Etil mellé. Julianus 1236-ban a volgai bolgárok városától kétnapi járóföldre az Ethyl, azaz Volga partján megtalálta a keleti magyarokat. A kutatások alapján ma már szinte bizonyos, hogy a keleti magyarok a baskírok egy részének őseivel azonosak.  Julianus a következő évben újra elindult Nagy-Magyarország felé, azonban Oroszország legvégső tartományában értesült róla, hogy a tatárok a Volgai Bolgárországot és Nagy-Magyarországot elpusztították, valamint menekülő pogány magyaroktól azt is megtudta, miként történt mindez.

### III. Vezérnévsor
A 11. századi hagyomány hét magyar vezérről tudott, a régi Gestában ez jelenik meg, majd a későbbi források is ezt vették át: Anonymus, a 13. századi krónikák és a hun történet is hét vezérről tesz említést. A régi Gestában megjelenik a Hetumoger név is, mely nem a vezéreket jelölte, hanem a hét törzsből álló magyar nép neve volt. VII. Kónsztantinosz bizánci császár is arról írt, hogy a magyaroknak régi hazájukban hét törzse volt, majd a kazár kavarok csatlakozásával a magyar törzsek száma nyolcra nőtt, ezeket fel is sorolja: Kovár, Nyék, Megyer, Kürtgyarmat, Tarján, Jenő, Kér és Keszi. A 10. századi tudás a 11. századra szinte teljesen megváltozott: a Hetumoger név ’hét törzs’ → ’hét vezér’ jelentésváltozáson ment át; elfelejtették, hogy a magyarság a honfoglaláskor nyolc törzsből állt; valamint elfelejtették, a ’Hét magyar’ törzs nevét.
Kérdéses, hogy hiteles névsort tartalmaz-e a 11. századi Gesta, ezért a neveket összevetették az egykorú külföldi elbeszélésekkel. Az összehasonlítás alapján kiderült, hogy a krónikák által adott vezérnévsor nem hiteles, azt valószínűleg a régi Gesta írója szerkesztette főként a rendelkezésére álló mondaanyagból, valamint ehhez megadta a vezérek szálláshelyét is. 	
Anonymus a Gesta hét vezérét nem vette át, felhasználta ugyan a régi névsort, de inkább csak irányadóul szolgált neki. A hetes keretet elveti és háromszor hét honfoglaló vezért nevez meg. Anonymus részint a régi Gestából, részint kora vezető családjainak ősei sorából állítja össze a vezérek névsorát.

### IV.	Hun származáselmélet
Ismereteink alapján magyar-hun hagyomány csak onogur-bolgár közvetítés révén tehető fel. Mivel az onogur-bolgároknak volt valamilyen hun hagyománya, feltehető, hogy egy időben a velük szoros kapcsolatban élt magyaroknak is lehetett hasonló hagyománya. A hun-magyar rokonság elmélete a bizonyíthatóan Európában keletkezett a X. században. Az Árpád-kori magyar források hun vonatkozású értesülései nem vezethetők vissza népmondára, hanem irodalmi alkotásoknak tekintendők. 				
A régi Gesta a magyarok eredetét az onogur kor emlékét őrző Hunor-Magyar mondával kezdi. Attila pedig krónikáinkban – utólagos betoldással – az onogur ősök késői leszármazottjaként jelenik meg. A régi Gesta tartalmazza Attila nevét, megemlíti, hogy hajdan ő uralkodott Pannónia földjén. Az viszont eléggé valószínűtlen, hogy itt a hunokról szó lett volna, a fehérló-monda szerkezete is azt mutatja, hogy Attilától való származtatás nem volt a 11. századi Gestában. Valószínű, hogy Attila alakját a magyarok bizánci forrásból ismerték meg.													
Anonymus Álmost csak akkor kezdi Attilától származtatni, amikor Pannónia birtokbavétele szóba kerül. A honfoglalás újszerű igazolásának gondolata vitte arra, hogy a Magóg-ősről áttérjen az Attila-ősre, s a kevéssé megfelelő fehérló-mondát elvetette, ezért áll a régi Gesta centrumában a fehérló-monda, Anonymusnál viszont mellékes szál és vált a régi Gesta elhanyagolható Attila-motívuma Anonymus Gestájának középpontjává. Anonymus volt az első, aki az Attilától való származás lehetőségét megfogalmazta. A hun-magyar történet írója a hun történetben Anonymus Gestáját fő forrásul használta, az Attilától való leszármazás gondolatát fejlesztette műve első részében rendszerré. Az író kivétel nélkül minden magyar helynevet a Dunántúl azon öt megyéjéből vette, ahol maga is járatos volt és ezekhez fűzi a hun történet cselekményeit.
Györffy művének második része több kisebb részre tagolódik. A Ki viselte a Kündü és gyula méltóságot? című részben kifejti, hogy a szakrálissá vált király (kende/kündü) és a ténylegesen uralkodó vezér (gyula) olyan kettős uralmi rend példái, melyek koronként és helyenként eltérő alakban minden földrész társadalmaiban megfigyelhetők. 								
A magyar krónikák két változatban őrizték meg annak emlékét, hogy a honfoglalók hét vezérének egyikét kündünek nevezték. Egy Árpád-kori mondaváltozat szerint a honfoglalásnak két főalakja volt: Álmos fia Árpád és Künd fia Kusid. Ők a hét vezér közt is szerepelnek. Mivel Álmos ősei más nevet és címet viseltek, s „Kündü”-től egy másik vezéri nemzetséget származtatnak, az Árpád-ház összekapcsolása a kündü méltósággal nem igazolható. Árpád a források szerint a honfoglalás cselekvő hadvezére, ez pedig eredetileg a gyula szerepköre. A gyula méltóság szerepköre bizonyos arab és perzsa forrásokból is egyértelműen megtudható: „minden magyar a gyula nevű főnökük parancsait követi a háború dolgában, a védelemben és más ügyekben”, valamint „a magyarok azt teszik, amit a gyula parancsol”. A kündü megmaradt annak, ami időlegesen a türk birodalomban és más török népeknél megtalálható volt: dicső származású, de kisebb hatalmú, gyenge vagy fiatal kagán, aki mellett ténylegesen a hadvezér intézkedett. Sem Levedi, sem Kurszán nem vett részt hadvezetésben, feladatuk főként a külföldi országokkal történő kapcsolatfelvétel volt. Ezzel a tisztséggel együtt jár a dinasztikus házasságkötés: Levedi első felesége kazár hercegnő volt, s az volt a feladata, hogy személyesen menjen szövetséget kötni Kazárországba és segítséget kérjen a besenyőkkel szemben. Levedi feltételezett utódját, Kurszánt a németek azzal a csellel csalták tőrbe, hogy a határon békét kötnek, azonban a bajorok által rendezett lakomán megölték. Ezt követően Árpád egyeduralkodó lett. Bizáncban 950 körül az Árpád-ház küldöttei hangsúlyozták a császár előtt, hogy a magyaroknak csak Árpád óta van egyeduralkodó fejedelmük és azóta is az ő leszármazottai uralkodnak. Ezt azért is tették, mert Fajszék el akarták érni azt, ami Konstantin császár szerint minden barbár vezér óhaja volt. mégpedig a bizánci hercegnővel való házasságot. 
Györffy szerint Árpád egyeduralma után egy időre felülkerekedett a régi uralmi rend: a kündü és gyula kettőssége. Árpád halála után a Duna partvonala ismét két fejedelem birtokába jutott.